# Kishane Thompson
Kishane Thompson (født 17. juli 2001) er en jamaicansk sprinter, der specialiserer sig indenfor 100-meterløb.
Thompson fik sin Diamond League-debut på 100-meteren i Monaco den 21. juli 2023, hvor han løb 10,04 sekunder som nummer 5. I september 2023 slog han sin personlige rekord på 100 meter til nu 9,85 sekunder, hvor han samtidig blev nummer 2 ved Diamond League-stævnet i Xiamen i Kina.
Han kvalificerede sig året efter til Sommer-OL 2024 i Paris som en feltets største favoritter til at vinde 100-meter finalen. I OL-finalen sluttede Thompson og konkurrenten Noah Lyles på nøjagtig samme tid på 9,79 sekunder, men Lyles blev i sidste ende tildelt guldmedaljen med en margin på fem tusindedele af et sekund efter et fotofinish. Thompson vandt hans første OL-medalje af sølv.